# Savages (gruppo musicale)
Le Savages sono un gruppo musicale inglese, formatosi nel 2011 a Londra.

## Storia
Il gruppo si è formato a Londra nell'ottobre 2011, ma la cantante Jehnny Beth (vero nome Camille Berthomier) è francese ed aveva già fatto parte del gruppo John & Jehn. Durante il primo tour, la band ha supportato i British Sea Power ed è stata ingaggiata dal manager John Best, collaboratore dei Sigur Rós. Il primo brano del gruppo è il doppio singolo Flying to Berlin/Husbands (Pop Noire, 2012). Nel maggio 2013 il gruppo pubblica il primo album, Silence Yourself, distribuito dalla label Matador Records, che riceve una nomination ai Mercury Prize 2013 e si piazza al 19º posto della Official Albums Chart. Si esibiscono al Coachella Music and Arts Festival.

## Formazione
- Jehnny Beth (Camille Berthomier) - voce
- Gemma Thompson - chitarra
- Ayse Hassan - basso
- Fay Milton - batteria

## Discografia

### Album
- 2013 - Silence Yourself
- 2016 - Adore Life

### EP
- 2012 - I Am Here